# Паскаль Сотіровський
Паскаль Сотіровський (мак. Паскал Сотировски; 23 листопада 1927, Врбен — 20 січня 2003, Париж) — македонський астрофізик, спеціаліст із солярної фізики.

## Життєпис
Закінчив початкову школу у Врбені, середню школу відвідував у Гірському Мілановачі, закінчив загальну освіту у Белграді.
Декілька років був шкільним вчителем у селі Бела Црква. У 1950 році став студентом відділення фізики філософського факультету Університету св. Кирила і Мефодія, який закінчив у 1956. Після цього викладав фізику у школі імені Йосипа Броза Тіто в Скоп'є.
У 1961 році став викладачем астрофізики факультету природничих наук і математики Університету Кирила і Мефодія у Скоп'є. Продовжив освіту у Сорбонні, закінчивши її у 1964 році. У 1971 захистив докторську дисертацію із солярної фізики, отримавши найвищу оцінку.
Після отримання ступеня PhD Паскаль Сотіровський став членом Французького національного центру наукових досліджень, також є членом Французького департаменту сонячної та планетарної астрономії, а в 1991 році обраний членом Македонської академії наук і мистецтв.
Професор Сотіровський має власний кабінет у Паризькій обсерваторії.
Вільно володіє англійською, французькою, німецькою, російською та рідною макендонською мовами.
У 1990-х Паскаль Сотіровський заснував фонд свого імені, який фінансово підтримує талановиту молодь у Македонії.